# 蘇鎮區 (北達科他州伯克縣)
蘇鎮區（英語：Soo Township）是位於美國北達科他州伯克縣的一個鎮區。

## 地方資料
蘇鎮區的面積為111.32平方千米，當中陸地面積為110.54平方千米，而水域面積為0.77平方千米。根據2010年美國人口普查的數據，當地共有人口24人，而人口密度為每平方千米0.22人。